# Stadionul Lockhart
Stadionul Lockhart a fost un stadion folosit în principal pentru fotbal în Fort Lauderdale, Florida, Statele Unite. A fost folosit într-o varietate de sporturi, în special fotbal și fotbal american.
Proiectat inițial în 1959 pentru sporturile de liceu, legătura de lungă durată a stadionului cu fotbalul a început în 1977, când a devenit locul de desfășurare pentru echipa Fort Lauderdale Strikers din North American Soccer League (NASL). În 1998, a fost reamenajat pentru fotbal pentru a găzdui echipa Miami Fusion din Major League Soccer, dar această echipă s-a desființat în 2002. A fost, de asemenea, stadionul echipei de fotbal Florida Atlantic Owls din 2002 până în 2010. Mai târziu, a fost stadionul echipei de fotbal Fort Lauderdale Strikers, din a doua iterație a NASL, din 2011 până în 2016. Stadionul a fost reamenajat în 2019 și 2020 odată cu construcția stadionului Inter Miami CF Stadium⁠(d) pentru clubul Inter Miami CF din  Major League Soccer.